# 高崎經濟大學
高崎經濟大學（日语：／ Takasaki keizai daigaku），是一所位於日本群馬縣的公立大學。

## 概要

### 大學整體
第二次世界大戰戰後，群馬縣原有的官立高等教育機關被整併至群馬大學。高崎市作為北關東的商業城市之一，希望能在市內設立一間以經濟學、管理學為研究對象的高等教育機構。1952年，政府利用原屬於帝國陸軍的土地設立高崎市立短期大學。1957年，將原本的短期大學改組為大學，更名高崎經濟大學。

### 學校象徵
高崎經濟大學的校徽是「三扇」。此圖案的構想，係源自於上野國高崎藩藩主大河內氏的家紋，校內許多事物也以「三扇」來命名，如學生生活協同組合所在的建築物「三扇會館」、大學祭「三扇祭」等。

## 沿革
- 1952年 - 前身高崎市立短期大學設立。
- 1957年 - 高崎市立短期大學解散，改組為高崎經濟大學，設經濟學部經濟學科。
- 1964年 - 經濟學部設置經營學科。
- 1994年 - 設立附中。
- 1996年 - 設立地域政策學部地域政策學科。
- 2000年 - 大學院地域政策研究科（碩士課程）設置。
- 2002年 - 大學院經濟・經營研究科（碩士課程）設置、大學院地域政策研究科（博士後期課程）設置。
- 2003年 - 地域政策學部設置地域促進學科。
- 2004年 - 大學院經濟・經營研究科（博士後期課程）設置。
- 2006年 - 地域政策學部設置觀光政策學科。
- 2011年 - 法人化。

## 組織

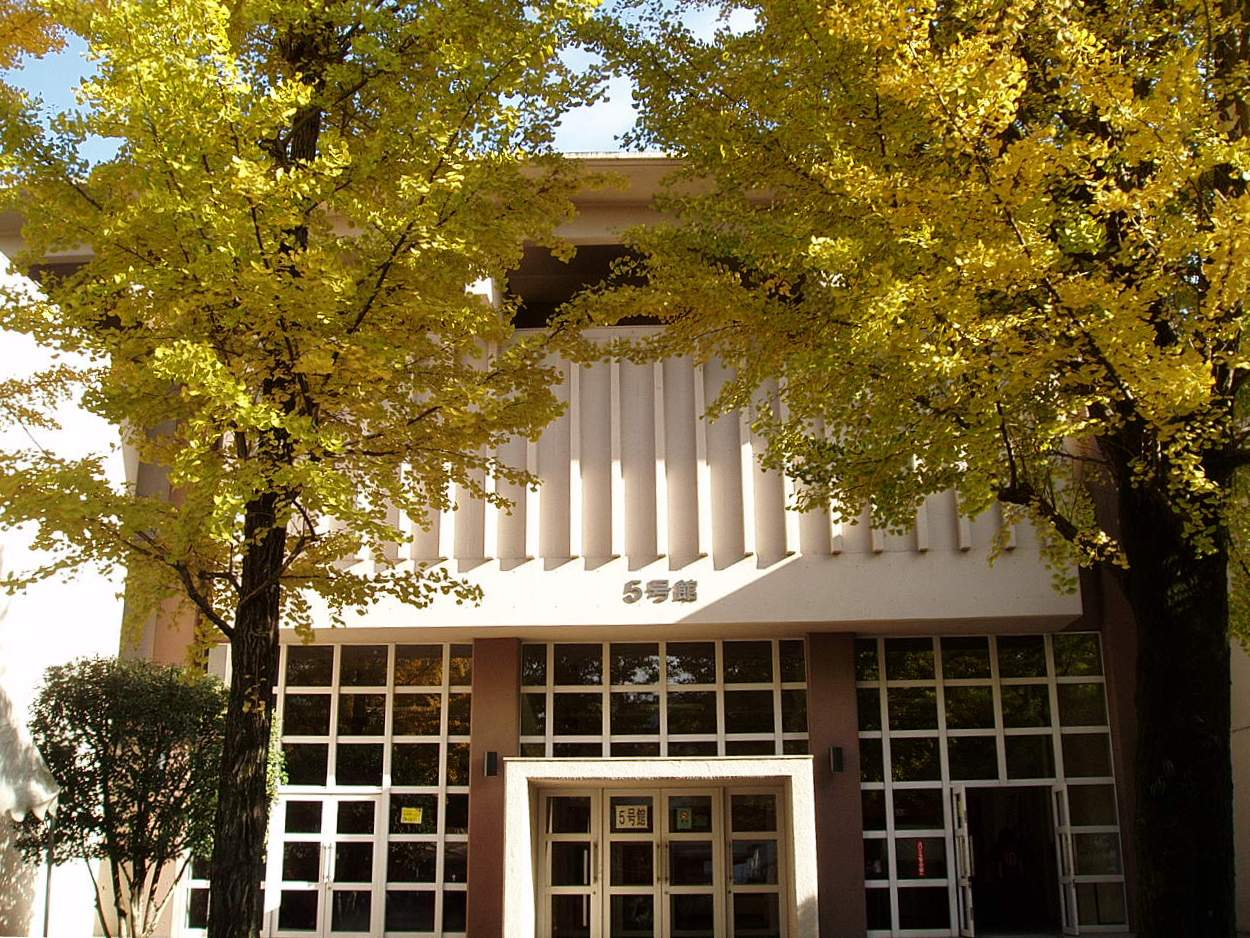
5號館

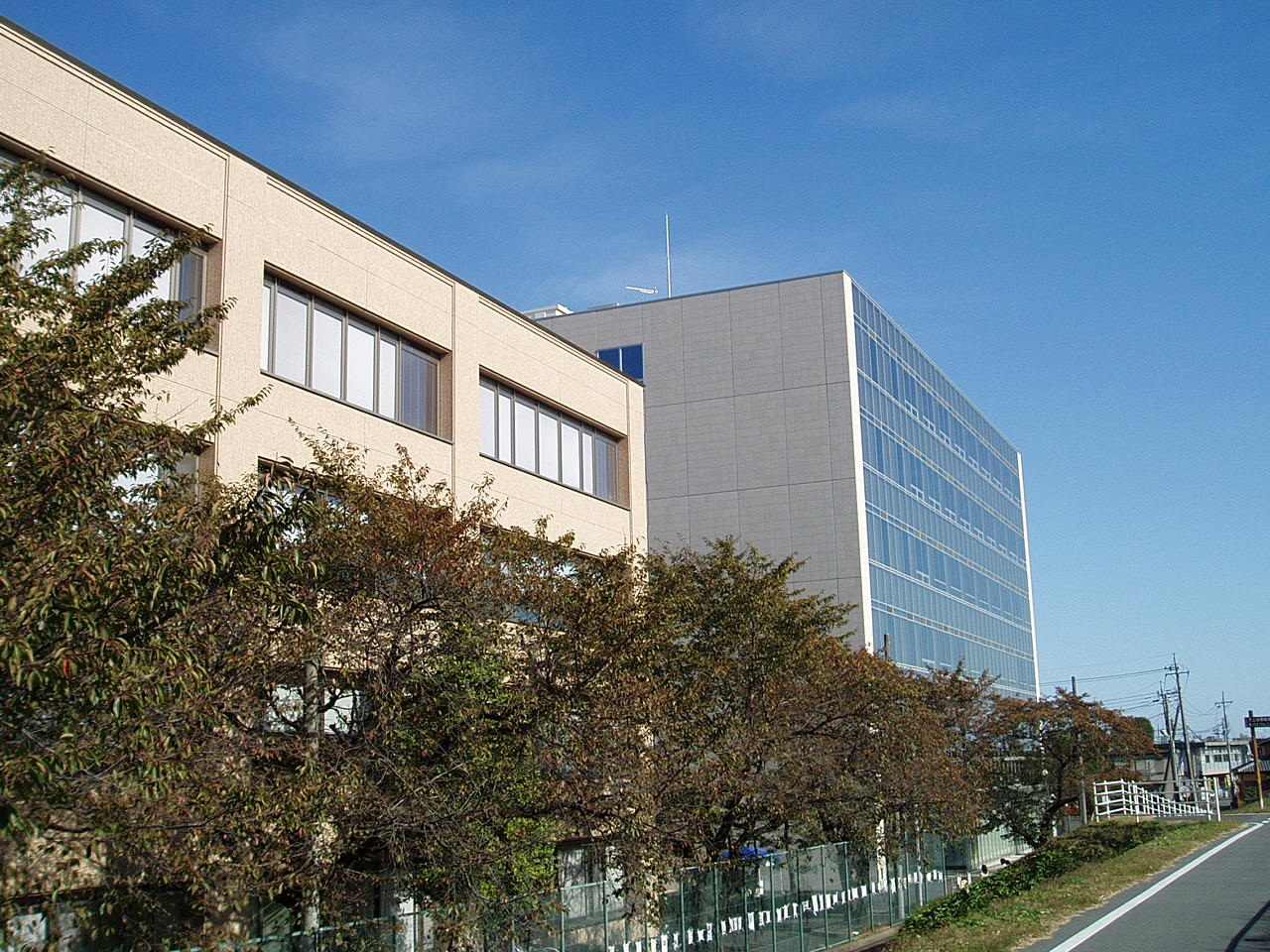
6號館（左）、7號館（右）

### 學部
- 經濟學部
  - 經濟學科
  - 經營學科
- 地域政策學部
  - 地域政策學科
  - 地域促進學科
  - 觀光政策學科

### 大學院
- 經濟・經營研究科
  - 現代社會經濟系統專攻（博士前期課程）
  - 現代經營商業專攻（博士前期課程）
  - 現代經濟經營研究專攻（博士後期課程）
- 地域政策研究科
  - 地域政策專攻（博士前期・後期課程）

### 附屬機關

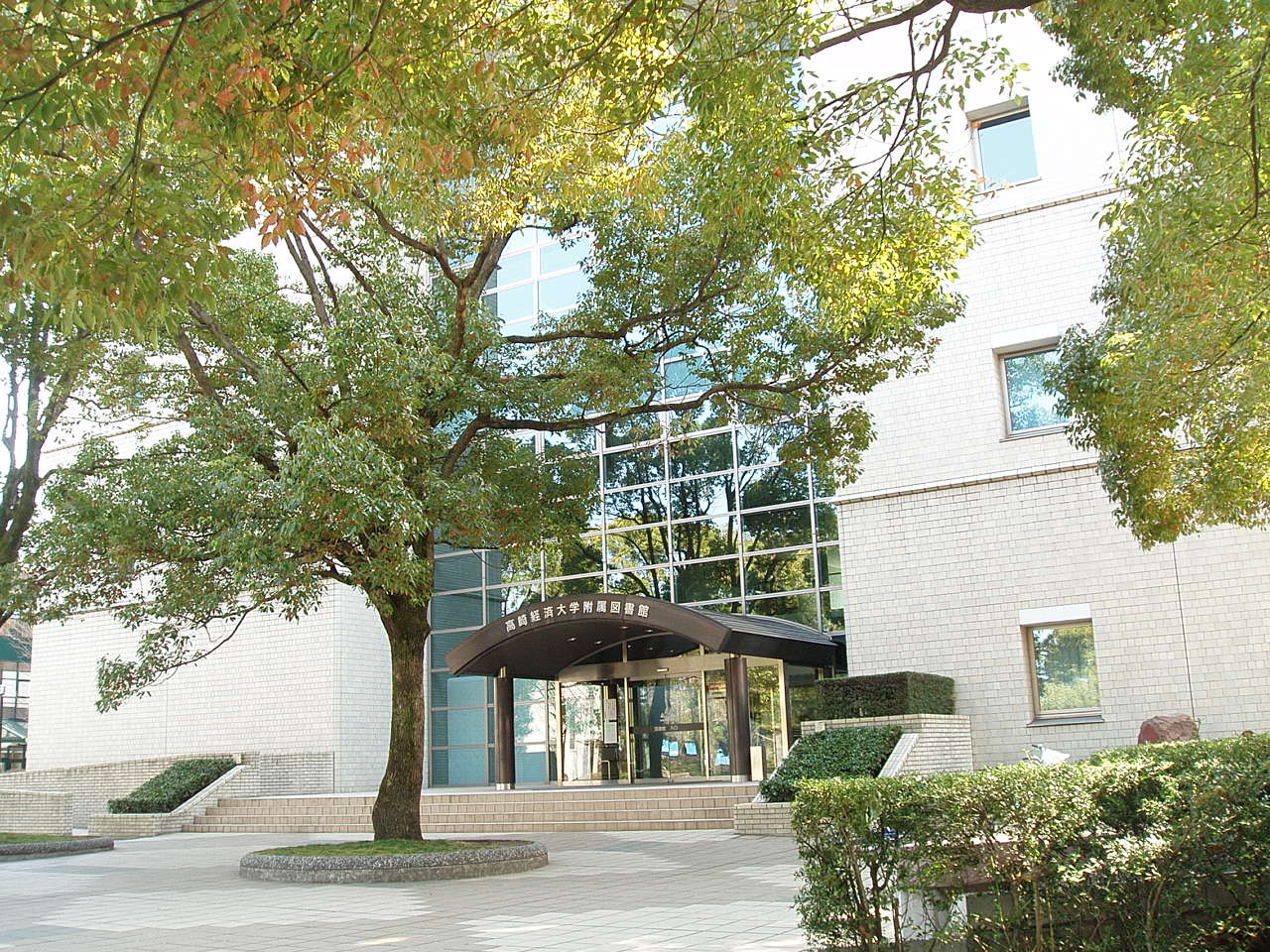
圖書館

- 學生部
  - 學生支援委員會
  - 學生相談委員會
  - 學生賞罰委員會
- 教育環境整備室
- 知識據點化推進室
- 公共資訊室
- 圖書館
- 資訊基礎中心
- 國際交流中心
- 職業支援中心
- 地域科學研究所

## 對外關係

### 國內
與同是公立大學，也同樣位於群馬縣內的前橋工科大學、群馬縣立女子大學及群馬縣立縣民健康科學大學等校有密切交流；目前各校間設有學分互換制度，並一起舉辦聯合入試說明會。
另外，該校與都留文科大學每年都會舉辦兩校間的體育競賽，名為「鶴鷹祭」（日语：／），其中鶴代表都留（つる），鷹（音讀：訓讀：）代表高崎（たかさき）。本活動源於1973年，兩校空手道社團為了紀念都留文科大學體育館落成所舉行的對抗賽，爾後參與的體育社團不斷增加，目前除了空手道之外，還有弓道、劍道、田徑、羽球、排球等諸多運動項目。

### 海外
高崎經濟大學與下列海外學校有合作關係：
- 澳大利亞
  - 拉籌伯大學
- 中國
  - 中央財經大學
- 德國
  - 路德維希港應用科學大學
- 愛爾蘭
  - 都柏林城市大學
- 蒙古
  - 蒙古國立大學
- 美國
  - 西德州農工大學（英语：West Texas A&M University）
  - 田納西大學馬丁校區（英语：University of Tennessee at Martin）

## 附屬學校
- 高崎市立高崎經濟大學附屬高等學校（日语：高崎市立高崎経済大学附属高等学校）

## 外部連結
- （日語）高崎經濟大學 （页面存档备份，存于）
- （日語）高崎經濟大學校友會 （页面存档备份，存于）